# Gwen Berry
Gwendolyn „Gwen“ Denise Berry (* 29. Juni 1989 in St. Louis, Missouri) ist eine ehemalige US-amerikanische Leichtathletin, die sich auf den Hammerwurf spezialisiert hat. Ihren größten sportlichen Erfolg feierte sie mit dem Gewinn der Goldmedaille bei den Panamerikanischen Spielen 2019 in Lima.

## Sportliche Laufbahn
Gwen Berry wuchs in Florissant in Missouri auf und absolvierte ein Studium an der Southern Illinois University Carbondale. Erste internationale Erfahrungen sammelte sie im Jahr 2010, als sie bei den U23-NACAC-Meisterschaften in Miramar mit einer Weite von 62,55 m die Bronzemedaille hinter der Kanadierin Heather Steacy und ihrer Landsfrau Jeneva Stevens gewann. 2014 siegte sie mit 68,75 m beim Panamerikanischen Sportfestival in Mexiko-Stadt. 2016 erhielt sie eine dreimonatige Sperre wegen einer verbotenen Medikation nach den internationalen Dopingregularien. Dennoch konnte sie im selben Jahren an den Olympischen Sommerspielen in Rio de Janeiro teilnehmen und schied dort mit 69,90 m in der Qualifikationsrunde aus. Im Jahr darauf verpasste sie bei den Weltmeisterschaften in London mit 69,12 m den Finaleinzug und 2019 siegte sie mit 74,62 m bei den Panamerikanischen Spielen in Lima. Anschließend erreichte sie bei den Weltmeisterschaften in Doha das Finale und brachte dort keinen gültigen Versuch zustande. 2021 nahm sie erneut an den Olympischen Sommerspielen in Tokio teil und gelangte dort mit 71,35 m im Finale auf Rang elf. 2022 bestritt sie ihre vorläufig letzten Wettkämpfe und wurde im Jahr darauf wegen des Nachweises einer verbotenen Substanz nach den Dopingregularien erneut mit einer Sperre versehen.
2017 wurde Berry US-amerikanische Meisterin im Hammerwurf. Zudem wurde sie in den Jahren 2013, 2014 und 2017 Hallenmeisterin im Gewichtweitwurf.

## Engagement gegen Rassismus
Nach dem Gewinn der Goldmedaille bei den Panamerikanischen Spielen 2019 in Lima erhob Berry bei den Medaillenvergabe ihre Faust, um so ihrem Unmut gegen Ungerechtigkeit in den Vereinigten Staaten zum Ausdruck zu bringen. Die Aktion stand eigentlich im Widerspruch zu den Regularien des Internationalen Olympischen Komitees und des US Olympic an Paralympic Committee, man sah aber von nationaler Seite von einer Sanktionierung ab und es kam zu einer Änderung der Regularien des United States Olympic & Paralympic Committee zum sorgfältigeren Umgang mit stillen Protestformen gegen Rassismus und Diskriminierung. Jedoch wurde Berry vom IOC wegen ihres Protestes bestraft und mit einer einjährigen Bewährungsfrist belegt, in der sie nicht erneut mit einem Protest auffallen durfte. Zudem verlor sie ihren Sponsor und wurde mit einer Strafe von 50.000 US-Dollar belegt.